# Hof-Apotheke (Sigmaringen)
Die Privilegierte Hof-Apotheke war eine Apotheke an der Apothekergasse 1 in Sigmaringen. 

## Geschichte

Die Hof-Apotheke in Sigmaringen (um 1900)

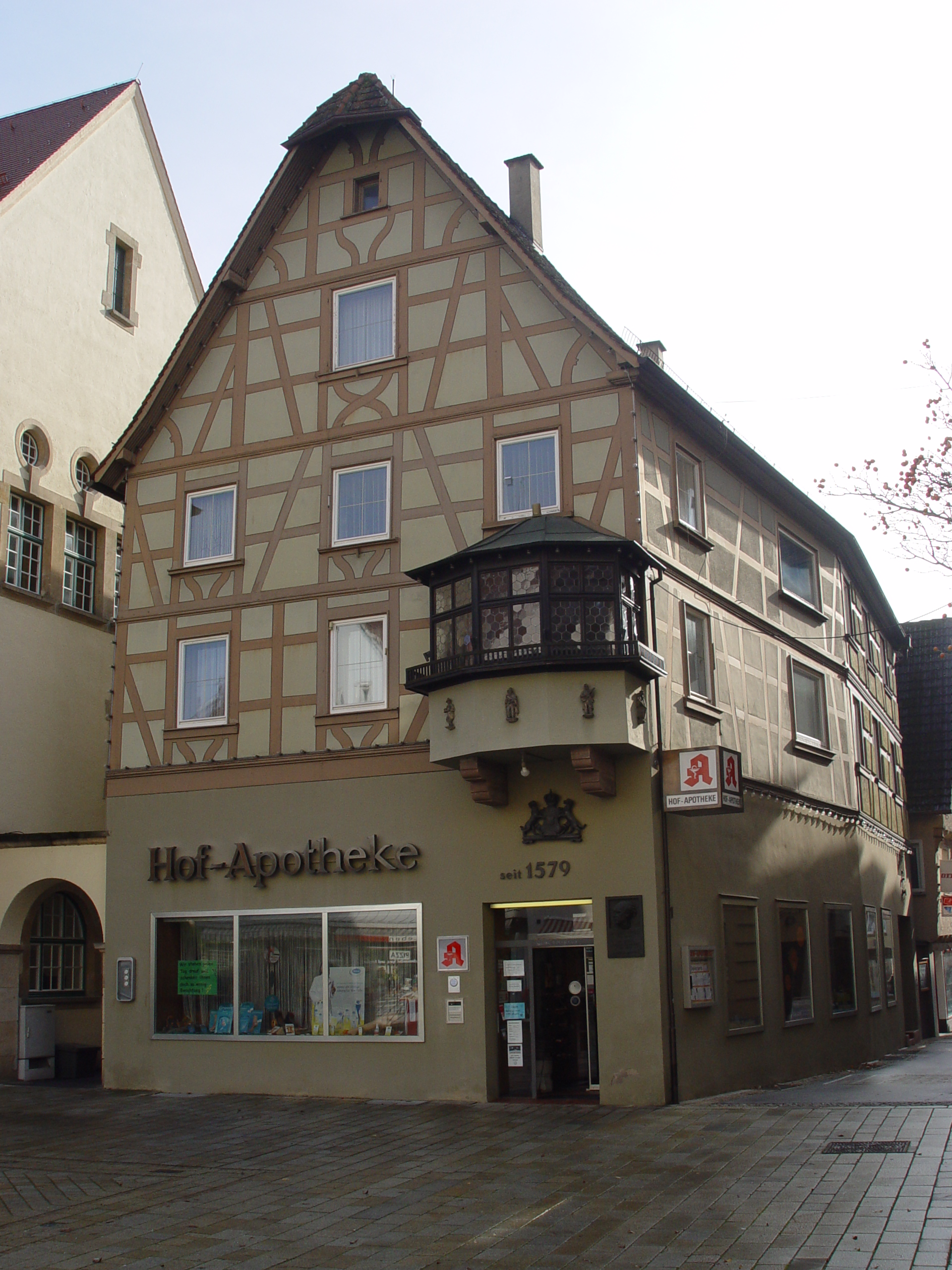
Hof-Apotheke (2009)

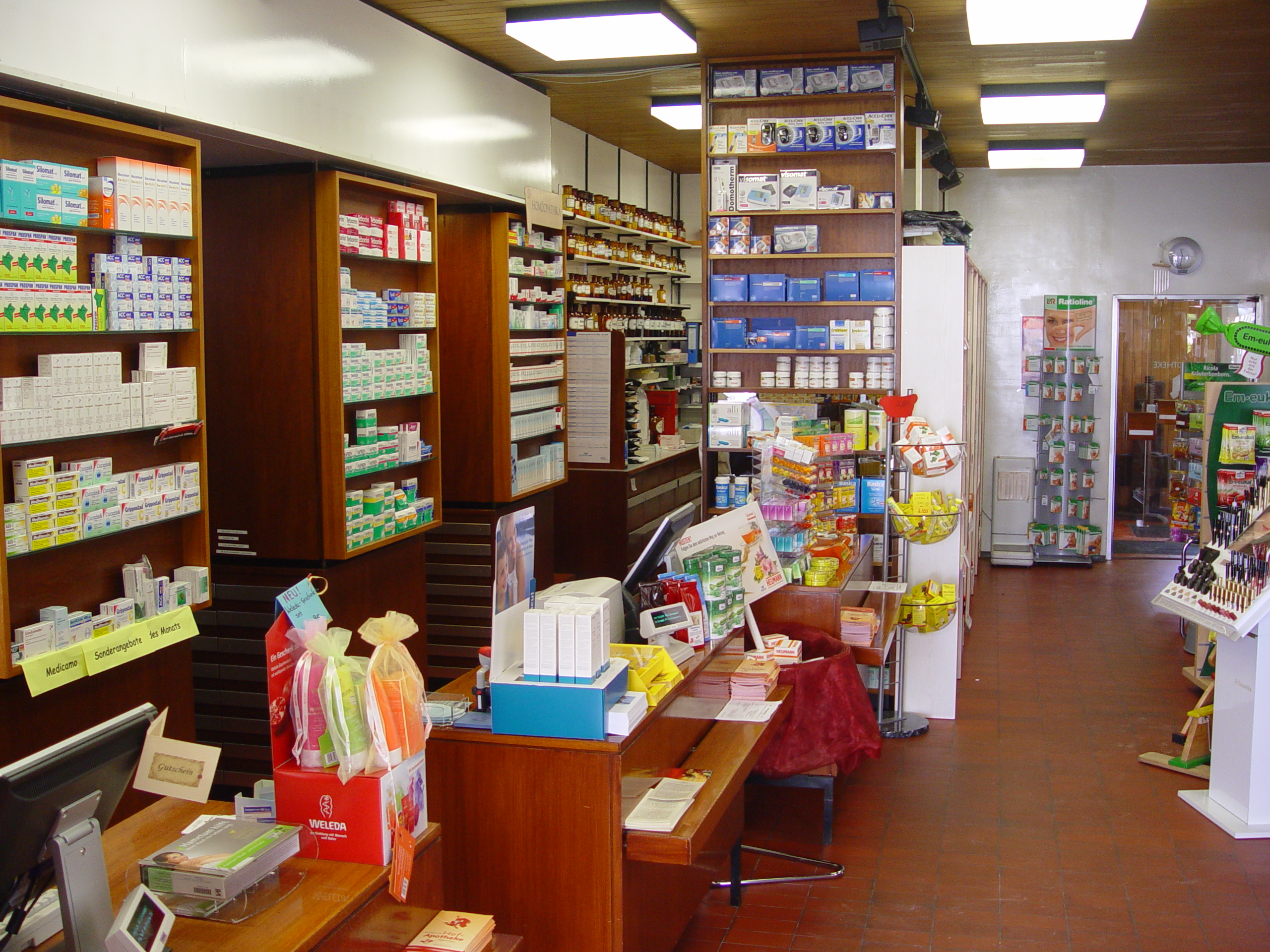
Innenansicht (2009)

Zum ersten Mal wurde eine Sigmaringer Apotheke in einer Verkaufsnotiz eines Apothekers Volz an einen Apotheker Meixner aus München 1579 erwähnt. 1601 wurde Bartholome May bei Hofe als Apotheker angestellt. Er erhielt dort seine Kleider und Kost und eine Besoldung von 30 Gulden im Jahr. 1680 wanderte der Maurer Markus Loos aus Immenstadt im Allgäu nach Sigmaringen ein und baute von 1705 bis 1707 das Haus der heutigen Hof-Apotheke als sein Wohnhaus mit Landwirtschaft. 1732 übernahm Johann Jacob Loos das Haus von seinem Vater und ließ sich im gleichen Jahr darin als Chirurg und Apotheker nieder. 1755 wurde Johan Jacob Loos von den Gemeinderäten einstimmig zum Stadtschultheiß gewählt. 1762 wurde sein Neffe Johann Peter Loos, der ebenfalls Chirurg und Apotheker war, Inhaber der Apotheke und richtete eine Lehranstalt für Chirurgie im Haus ein. 1804 übergab er die Apotheke an seinen Schwiegersohn Benedikt Mühleisen. Wie sein Onkel wurde auch Peter Loos zum Stadtschultheiß gewählt. 1816 erhielt er vom Fürsten Anton Alois den Titel des „Hof-Apothekers“.
1831 kaufte der aus Großtissen bei Saulgau und in Freiburg studierte Apotheker Georg Baumeister die Apotheke und führte sie bis 1868. Sein Nachfolger wurde Hermann Habenicht aus Hannover. 1879 wurde Bernhard Himmelsbach aus Oberweier der neue Apotheker, 1892 erwarb der Apotheker Gustav Kayser das Haus und baute es um, in seiner Zeit entstand der Erker. Sein Nachfolger wurde 1912 Franz Laws aus Bunzlau in Schlesien, der 1919 die Apotheke an Kurt Krafft weiterverkaufte. 
1938 erwarb der Dresdner Apotheker Karl Richter († 1946) das Haus. Im Zweiten Weltkrieg hatte das Unternehmen schwer mit der mangelnden Versorgung zu kämpfen, konnte sich dennoch behaupten. Karl Richter versuchte, den alten Charakter der Apotheke zu bewahren. Nach seinem Tod blieb die Apotheke in der Hand der Familie Richter. Nach der Übernahme 1957 durch Karl-Jörg Richter wurde das zweite Ober- und das Dachgeschoss umgebaut, 1960–61 wurde sie nochmals umgebaut und renoviert. Die Apotheke blieb die einzige in Sigmaringen bis in die Moderne. 
Nach dem Tod Richters übernahm Monika Mettenleiter kurz vor Erlöschen der Betriebserlaubnis die Apotheke und betrieb diese bis ins Jahr 2015. Dann gab sie die Schließung bekannt, da in Sigmaringen zu viele Apotheken existierten und sich die wirtschaftliche Situation unter anderem durch viele Leerstände in der Innenstadt sehr verschlechtert hatte.

## Hof-Apotheke als Institution
Mehrere Autoren schrieben oder erwähnten die Apotheke in ihren Werken. Der Autor Anton Gabele erwähnt in seinem autobiographischen Werk Haus zur Sonne (1953) die Apotheke und beschreibt „Neben der Schrift unter dem Erker hängt, gleichsam als Siegel an der Urkunde, das Wappen der Fürsten von Hohenzollern.“ Als Sigmaringen von 1944 bis 1945 Sitz des Vichy-Regimes wurde, kam der Schriftsteller Louis-Ferdinand Céline in die Stadt. In seinem Werk D'un château à l'autre (1957) beschreibt er die Notlage, in der sich die Stadt und die Apotheke während des Krieges befanden. Auch Peter Bamm, Mitarbeiter der Zeitung Deutsche Zukunft, erwähnt seine Unterhaltung mit einem gesellschaftskritischen Apotheker aus Sigmaringen, vermutlich Dr. Schröppel, der in der Apotheke von 1948 bis 1952 arbeitete.

## Gebäude
Das Haus, in dem sich die Apotheke befand, stammt aus dem Jahr 1705. Es steht unter Denkmalschutz. Im ersten Stock gab es aus der Zeit, in der der jeweilige Apotheker auch als Arzt arbeitete, ein Behandlungs- und Sterbezimmer. Im ehemaligen Sterbezimmer, heute zur Bibliothek umgebaut, befindet sich ein Deckengemälde Meinrad von Ows, das die Heilige Barbara zeigt. Einer der berühmtesten Bewohner des Hauses dürfte der Kunsthistoriker Hans Kayser, der Sohn Gustav Kaysers gewesen sein.

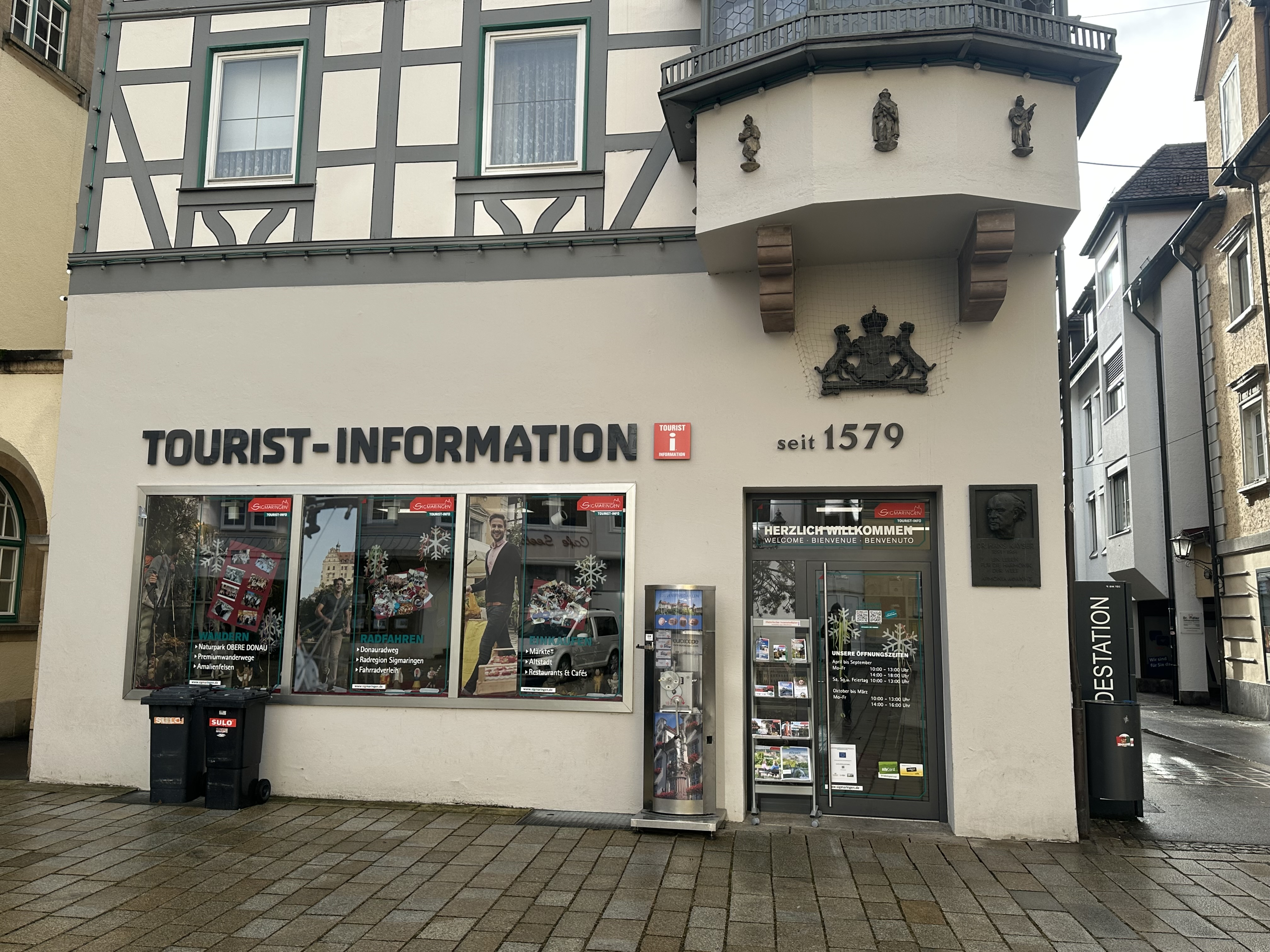
Tourist-Info (2025)

Nach der Schließung der Apotheke im November 2015 wechselte das Gebäude den Besitzer, seit 2019 beherbergt es die Tourist-Info der Stadt.